# Джексон (округ, Джорджія)
Шаблон:StateAbbr_ 34°08′ пн. ш. 83°34′ зх. д. / 34.13° пн. ш. 83.56° зх. д.
Округ  Джексон (англ. Jackson County) — округ (графство) у штаті  Джорджія, США. Ідентифікатор округу 13157.

## Історія
Округ утворений 1796 року.

## Демографія
За даними перепису 
2000 року 
загальне населення округу становило 41589 осіб, зокрема міського населення було 4917, а сільського — 36672.
Серед мешканців округу чоловіків було 20831, а жінок — 20758. В окрузі було 15057 домогосподарств, 11488 родин, які мешкали в 16226 будинках.
Середній розмір родини становив 3,1.
Віковий розподіл населення поданий у таблиці:
| Стать    | До 15 років | 15-21 | 22-29 | 30-39 | 40-49 | 50-65 | 65-85 | Понад 85 |
| -------- | ----------- | ----- | ----- | ----- | ----- | ----- | ----- | -------- |
| Чоловіки | 4851        | 2001  | 2331  | 3579  | 3093  | 3263  | 1571  | 142      |
| Жінки    | 4473        | 1833  | 2176  | 3390  | 2908  | 3370  | 2222  | 386      |

## Суміжні округи
- Бенкс - північ
- Медісон - схід
- Кларк — південний схід
- Гвіннетт - південний захід
- Берроу - захід
- Голл - північний захід

## Виноски
1. ↑  U.S. Decennial Census. United States Census Bureau. Архів оригіналу за 26 квітня 2015. Процитовано 23 червня 2014.
2. ↑  Historical Census Browser. University of Virginia Library. Архів оригіналу за 11 серпня 2012. Процитовано 23 червня 2014.
3. ↑  Population of Counties by Decennial Census: 1900 to 1990. United States Census Bureau. Архів оригіналу за 2 лютого 2019. Процитовано 23 червня 2014.
4. ↑  Census 2000 PHC-T-4. Ranking Tables for Counties: 1990 and 2000 (PDF). United States Census Bureau. Архів оригіналу (PDF) за 18 грудня 2014. Процитовано 23 червня 2014.
5. ↑  State & County QuickFacts. United States Census Bureau. Архів оригіналу за 3 липня 2011. Процитовано 23 червня 2014.(англ.) Наведено за англійською вікіпедією.
6. ↑  American FactFinder. Бюро перепису населення США. Архів оригіналу за 21 травня 2008. Процитовано 31 січня 2008.

| США | Це незавершена стаття з географії США. Ви можете допомогти проєкту, виправивши або дописавши її. |